# Rica Playa
Rica Playa es un caserío peruano ubicado en el distrito de San Jacinto, perteneciente a la provincia y el departamento de Tumbes, al norte del Perú. 

## Ubicación
Rica Playa se ubica al oeste de la provincia de Tumbes, en el distrito de San Jacinto, en el departamento de Tumbes.

## Demografía
En 2017 Rica Playa tenía una población de 133 habitantes.
| Gráfica de evolución demográfica de Rica Playa entre 1993 y 2017 |
|                                                                  |
| Fuentes: Población 1993 (junto con Tablazo de Rica Playa) y 2017 |